# Xostylus parallelus
Xostylus parallelus är en kräftdjursart som beskrevs av Menzies 1962C. Xostylus parallelus ingår i släktet Xostylus, ordningen gråsuggor och tånglöss, klassen storkräftor, fylumet leddjur och riket djur. Inga underarter finns listade i Catalogue of Life.